# Nanorana pleskei
Nanorana pleskei é uma espécie de anfíbio da família Ranidae.
É endémica da China.
Os seus habitats naturais são: matagal tropical ou subtropical de alta altitude, campos de altitude subtropicais ou tropicais, rios, pântanos, marismas de água doce, marismas intermitentes de água doce e lagoas.
Está ameaçada por perda de habitat.